# Васил Гюлеметов
 Тази статия е за писателя.  За художника вижте Кирил Гюлеметов (художник).  
Васил Атанасов Гюлеметов е български поет.

## Биография
Роден е в Брацигово, Пещерско, на 19 август 1889 година. Родът му произхожда от костурското село Омотско. Баща му Атанас Щерев Гюлеметов - Фиджето е читалищен деец и самодеен артист, а дядо му Щерю е строител. Брат му Борис Гюлеметов е читалищен деец, краевед, учител със социалистически възгледи. Васил се проявява отрано като театрал - играе в пиеси на Вазов в Брацигово. След Междусъюзническата война става член на БРСДП. Завършва финанси в Софийския университет „Свет Климент Охридски” и работи като финансист. Пише философска, патриотична, пейзажна лирика. В 1939 година издава стихосбирката „Под лъчите на слънцето”, в която събира по-значителните си творби.
Умира на 9 септември 1948 година в София.